# Relations entre la Bulgarie et la Lettonie
Les relations entre la Bulgarie et la Lettonie sont établies en 1991. La Bulgarie est représentée en Lettonie par son ambassade à Varsovie (Pologne) et dispose d'un consulat honoraire à Riga tandis que la Lettonie dispose d'un consulat honoraire à Sofia. Les deux pays sont membres de l'Organisation du traité de l'Atlantique nord (OTAN) et de l'Union européenne.